# مافيس أووسو
مافيس أووسو ولدت في 7 ديسمبر/كانون الأول 2003, هي لاعبة كرة قدم غانية محترفة تلعب كمهاجمة لنادي الهلال السعودي للسيدات ومنتخب غانا الوطني.

## المسيرة الكروية

### سيدات أمبيم داركوا
تلعب أووسو، البالغة مِن العمر 15 عامًا، مع فريق Ampem Darkoa Ladies الذي ستلعب معه حتى عام 2023. لقد لعبت دورًا محوريًا في نجاح Ampem Darkoa الأخير. الوصول إلى نهائي مسابقة السيدات الخاصة في غانا. إلى جانب فوز فريق أمبيم بلقب الدوري النسائي الغاني الممتاز لموسمين متتاليين. سجلت ثلاثة أهداف في حصول أمبيم على المركز الثاني في تصفيات منطقة غرب أفريقيا بكأس الأمم الأفريقية للسيدات 2022.

### الهلال
وقعت أووسو في أكتوبر/تشرين الأول 2023، مع نادي الهلال السعودي. في 13 أكتوبر/تشرين الأول 2023، شاركت أووسو رسميًا لأول مرة مع الهلال كلاعبة أساسية في مباراة انتهت بالتعادل السلبي ضد القادسية. في 4 نوفمبر/تشرين الثاني 2023، سجلت هدفها الأول في فوز 4–0 على الرياض.

## المسيرة الدولية
تعد أووسو جُزءًا من منتخب غانا لكرة القدم للسيدات تحت 17 عامًا في كأس العالم للسيدات تحت 17 عامًا 2018 في أوروجواي.
حصلت أووسو في العام التالي، في سن السادسة عشرة، على أول استدعاء لها للمنتخب الوطني الأول للمشاركة في كأس غرب أفريقيا للسيدات 2019 في ساحل العاج. في 10 مايو/أيار 2019، سجلت هدفها الدولي الأول ضد توغو.

## إحصائيات المهنة

### نادي
آخر تحديث match played 30 December 2023
.
| النادي               | الموسم  | الدوري  | الدوري    | الدوري  | كأس       | كأس     | كونتيننتال | كونتيننتال | أخرى      | أخرى    | المجموع   | المجموع |
| النادي               | الموسم  | الشعبة  | التطبيقات | الأهداف | التطبيقات | الأهداف | التطبيقات  | الأهداف    | التطبيقات | الأهداف | التطبيقات | الأهداف |
| -------------------- | ------- | ------- | --------- | ------- | --------- | ------- | ---------- | ---------- | --------- | ------- | --------- | ------- |
| أمبيم داركوا للسيدات | 2022–23 | غبل     | 18        | 4       | –         | –       | —          | —          | —         | —       | 18        | 4       |
| أمبيم داركوا للسيدات | المجموع | المجموع | 18        | 4       | –         | –       | —          | —          | —         | —       | 18        | 4       |
| الهلال               | 2023–24 | سوبل    | 7         | 1       | 2         | 3       | —          | —          | —         | —       | 9         | 4       |
| الهلال               | المجموع | المجموع | 7         | 1       | 2         | 3       | —          | —          | —         | —       | 9         | 4       |

### دولي
آخر تحديث 11 April 2023
.
| غانا    | غانا      | غانا    |
| سنة     | التطبيقات | الأهداف |
| ------- | --------- | ------- |
| 2019    | 7         | 2       |
| 2020    | 0         | 0       |
| 2021    | 0         | 0       |
| 2022    | 0         | 0       |
| 2023    | 0         | 0       |
| المجموع | 7         | 2       |

### الأهداف الدولية
تظهر قائمة الأهداف والنتائج لمنتخب غانا أولاً.
| لا. | تاريخ        | مكان                                     | الخصم | نتيجة | نتيجة | مسابقة                      |
| --- | ------------ | ---------------------------------------- | ----- | ----- | ----- | --------------------------- |
| 1.  | 10 مايو 2019 | ملعب روبرت شامبرو ، أبيدجان ، ساحل العاج | توغو  | 5-0   | 6-0   | كأس منطقة WAFU للسيدات 2019 |
| 2.  | 10 مايو 2019 | ملعب روبرت شامبرو ، أبيدجان ، ساحل العاج | توغو  | 6-0   | 6-0   | كأس منطقة WAFU للسيدات 2019 |

## الأوسمة
سيدات أمبيم داركوا
- Ghana Women's Premier League: 2021–22, 2022–23
- CAF Women's Champions League WAFU Zone B Qualifiers: 2023

## روابط خارجية
- مافيس أووسو على الأرشيف الرياضي العالمي

- مافيس أووسو  على سكروي
- Mavis Owusu at Playmaker Stats
- Mavis Owusu at Euro Sport